# Динамо-Берестя
«Динамо-Берестя» (біл. «Дынама-Брэст», тар. «Дынама-Берасьце», рос. «Динамо-Брест») — білоруський футбольний клуб з міста Берестя.

## Попередні назви
- «Спартак» (1960—1972)
- «Буг» (1973—1975)
- «Динамо» (1976—2012)
- «Берестя» (2012)

Логотип ФК «Берестя»

- «Динамо-Берестя» (з 26 листопада 2012)

## Історія
Заснований у 1960 році під назвою «Спартак». За радянських часів грав у другому та третьому за рангом дивізіоні і жодного разу не виходив до еліти. З 1992 року грає у Вищий лізі Білорусі.
2007 року клуб виграв кубок Білорусі і вперше в історії здобув право виступати в єврокубках, проте там вилетів вже в першому раунді.
На початку 2012 року змінив назву на «Берестя», але вже 26 листопада 2012 року повернув стару назву і став називатись «Динамо-Берестя».

## Досягнення
- Чемпіон Білорусі (1): 2019
- Бронзовий призер чемпіонату Білорусі: 1992
- Володар Кубка Білорусі: 2006-07, 2016-17, 2017-18
- Володар Суперкубка Білорусі: 2018, 2019, 2020